# Balalaika boyz
Balalaika boyz är en barbershop-kvartett från Lund.
Kvartetten består av Staffan Lindberg (tenor), Emil Johannisson (lead), Stefan Engström (baryton) och Erik Emilsson (bas). De blev 2007 nordiska mästare i barbershop, då de tävlade i SNOBS (Society of Nordic Barbershop Singers) konvent, och representerade de nordiska länderna i VM i Denver, Colorado, juli 2007.